# Sanvitalija
Sanvitalija (lat. Sanvitalia), biljni rod jednogodišnjeg raslinja iz porodice Compositae, dio je podtribusa Zinniinae, tribus Heliantheae
.
Postoji 7 vrsta raširenih po Sjevernoj (6) i Južnoj Americi (jedna vrsta).

## Vrste
1. Sanvitalia abertii A.Gray
2. Sanvitalia acapulcensis (DC.) Benth. & Hook.f. ex Hemsl.
3. Sanvitalia angustifolia Engelm. ex A.Gray
4. Sanvitalia fruticosa Hemsl.
5. Sanvitalia ocymoides DC.
6. Sanvitalia procumbens Lam.
7. Sanvitalia versicolor Griseb.

## Sinonimi
- Lorentea Ortega; Hort. Matr. Dec. 41 (1797)
- Anaitis DC.; Prodr. [A. DC.] 5: 628 (1836)